# Эгина (город)
Э́гина (греч. Αίγινα) — малый город в Греции, в северо-западной части одноимённого острова в заливе Сароникос Эгейского моря, у северо-восточного побережья полуострова Пелопоннес. Расположено на побережье, на высоте 17 м над уровнем моря. Административный центр одноимённой общины  в периферийной единице Острова в периферии Аттика. Население 6867 человек по переписи 2011 года.

## Сообщество Эгина
В 1835 году создана община (дим) Эгина. Сообщество Эгина создано в 1912 году (ΦΕΚ 262Α). В сообщество входят необитаемые острова Ипсили и Стахторойи, а также 12 населённых пунктов, в том числе Лагуса на острове Элеуса и Лагусаки на острове Панайица и Успенский монастырь. Население 7253 человек по переписи 2011 года. Площадь 38,657 квадратных километров.
| Населённый пункт               | Население (2011), человек |
| ------------------------------ | ------------------------- |
| Эгина                          | 6867                      |
| Аницеон                        | 28                        |
| Влахидес                       | 5                         |
| Капотидес                      | 0                         |
| Кондос                         | 138                       |
| Килиндрас                      | 22                        |
| Лагуса ( на острове Элеуса)    | 0                         |
| Лагусаки (на острове Панайица) | 0                         |
| Лазаридес                      | 9                         |
| Успенский монастырь            | 0                         |
| Пахия-Рахи                     | 25                        |
| Портес                         | 104                       |
| Стахторойи (остров)            | 0                         |
| Дзикидес                       | 55                        |
| Ипсили (остров)                | 0                         |

## Население
| Год  | Население, человек |
| ---- | ------------------ |
| 1991 | 6207               |
| 2001 | 7113               |
| 2011 | ↘ 6867             |